# Фабрика Миланского собора
Почте́нная фа́брика Мила́нского собо́ра (итал. Veneranda Fabbrica del Duomo di Milano) — организация, созданная для строительства и украшения Миланского собора, занимающаяся в наши дни его реконструкцией и эксплуатацией.

## История
Фабрика Миланского собора была основана 16 октября 1387 года правителем Милана Джаном Галеаццо Висконти. Задачей фабрики было проведение всего комплекса работ по проектированию, постройке, украшению и дальнейшей эксплуатации Миланского собора — колоссального здания, которое должно было подчеркнуть величие Милана и его правителей. Собор было решено строить не из кирпича, из которого строились большинство культовых зданий северной Италии до этого времени, а из мрамора — для этого 24 октября 1397 года Висконти передал во владение фабрики принадлежавший ему мраморный карьер в Кандолье (ныне — фракция коммуны Мергоццо в 100 километрах к северо-западу от Милана). Добывавшиеся в Кандолье глыбы розового мрамора отёсывались на месте, а потом по рекам и каналам доставлялись в Милан, где на месте нынешней Пьяцца-дель-Дуомо (Соборной площади) располагались другие производственные мощности фабрики. Здесь мрамору придавали окончательную форму, превращая его в блоки для стен, статуи, элементы декора, после чего использовали на находившейся рядом стройке собора.
Строительство колоссального сооружения затянулось более чем на четыре века — оно в общих чертах было завершено лишь к 1805 году, а последние работы по декорированию собора — к 1965 году. За это время на фабрике успели поработать многие тысячи каменотёсов, скульпторов, каменщиков и рабочих других специальностей. На работах трудились целые династии специалистов, история некоторых из которых насчитывала по нескольку веков. Находившаяся в самом центре города строительная площадка и каменотёсные мастерские при ней стали привычной частью пейзажа для многих поколений миланцев, лишь в 1856 году она была переведена на находящиеся чуть поодаль виа Санта-Радегонда и виа Кардуччи, а в 1923 — на виале Гориция в южной части города. Права фабрики на переданный Джаном Галеаццо Висконти мраморный карьер многократно подтверждались последующими распоряжениями правителей города и законодательными актами — в частности, в 1473, 1927, 1987 годах. Уже вскоре после завершения основной части строительства в начале XIX века стало понятно, что часть сооружения требует реставрации, задача проведения которой была возложена на фабрику.

## Современное состояние
Помимо реставрации Миланского собора, фабрика выполняет в наши дни также некоторые другие функции —в частности, к ним относится обслуживание примерно 2 миллионов туристов и паломников, посещающих ежегодно собор. Кроме того, под её управлением находятся открытый в 1953 году Музей собора (признанный в 1960 году «большим музеем общегосударственного значения»), собранные за века архив и библиотека и музыкальная капелла со школой канторов при ней.
Согласно утверждённому в 2014 году уставу фабрики, она является некоммерческой религиозной организацией. Во главе фабрики стоит правление, назначаемое на трёхлетний период и состоящее из семи человек, двое из которых назначаются Миланским архиепископом, а ещё пятеро — Министерством внутренних дел Италии по согласованию с архиепископом. Из семи членов избирается председатель правления, с 2020 года эту должность занимает Феделе Конфалоньери.